# Homok megállóhely
Homok megállóhely egy Jász-Nagykun-Szolnok vármegyei vasúti megállóhely, Tiszaföldvár településen, a MÁV üzemeltetésében. A település déli részén, Homok településrész délkeleti szélén található, közvetlenül a 442-es főút mellett; a község központjával és az azon áthaladó 4633-as úttal a 46 334-es számú mellékút köti össze.

## Vasútvonalak
A megállóhelyet az alábbi vasútvonalak érintik:
- Tiszatenyő–Hódmezővásárhely–Makó-vasútvonal

## Kapcsolódó állomások
A megállóhelyhez az alábbi állomások vannak a legközelebb:
- Tiszaföldvár vasútállomás
- Kungyalu megállóhely

## Forgalom
| Járat        | Útvonal | Gyakoriság               |
| ------------ | --- | ------------------------ |
| személyvonat | Szolnok – Szajol – Tiszatenyő – Kengyel – Bagimajor – Martfű – Tiszaföldvár – Homok – Kungyalu – Kunszentmárton – Nagytőke – (Kistőke –) Hékéd – Szentes                                           | 2 óránként               |
| személyvonat | Szentes → Hékéd → Nagytőke → Kunszentmárton → Kungyalu → Homok → Tiszaföldvár → Martfű → Bagimajor → Kengyel → Tiszatenyő → Szajol → Szolnok → Cegléd → Kőbánya-Kispest → Zugló → Budapest-Nyugati | Vasárnap 1 Budapest felé |